# Бойки (Солотвинская поселковая община)
Бойки (укр. Бойки) — хутор в селе Манява Солотвинской поселковой общины Ивано-Франковского района Ивано-Франковской области Украины.
Население по переписи 2001 года составляло 47 человек. Занимает площадь 2 км². Почтовый индекс — 77772. Телефонный код — 03471.